# Busano
Busano é uma comuna italiana da região do Piemonte, província de Turim, com cerca de 1.365 habitantes. Estende-se por uma área de 5 km², tendo uma densidade populacional de 273 hab/km². Faz fronteira com Rivara, San Ponso, Favria, Barbania, Vauda Canavese, Oglianico, Front, Valperga,.

## Demografia
| Variação demográfica do município entre 1861 e 2011                               |
|                                                                                   |
| Fonte: Istituto Nazionale di Statistica (ISTAT) - Elaboração gráfica da Wikipedia |